# 안시 야콜라
안시 발테리 야콜라(핀란드어: Anssi Valtteri Jaakkola, 1987년 5월 13일 ~ )는 핀란드의 전직 프로 축구 선수로, 골키퍼로 활약했다. 현재 사우스엔드 유나이티드의 골키퍼 코치로 활동하고 있다.
야콜라는 케미에서 태어났다. 그는 2004년에 17세의 나이에 TP-47 팀에서 시니어 클럽 경력을 시작했으며, 2007년에 세리에 A 팀
시에나와 계약을 맺었다.
야콜라는 2011년 6월, 24세의 나이로 핀란드 국가대표팀으로 합류해 데뷔했다. 그는 핀란드의 UEFA 유로 2020 예선 10경기에 모두 출전했지만, 핀란드 국가대표팀이 사상 처음으로 유럽 축구 선수권 대회 본선에 진출했을 때는 출전 기회를 얻지 못했다.

## 구단 경력

### 킬마녹
2011년 1월, 야콜라는 슬라비아 프라하를 떠나 스코티시 프리미어리그 클럽 킬마녹으로 이적했으며, 동료 믹수 파텔라이넨의 감독 하에 있었다. 그는 2월 12일, 하이버니언과의 경기에서 교체 선수로 데뷔했다. 그 후 2월 26일, 세인트 미렌과의 경기에서 첫 선발 출전을 했다. 2013년 여름 계약이 만료되면서 킬마녹을 떠났다.

### 레딩
2016년 7월 11일, 야콜라는 레딩과 2년 계약을 체결했다. 야콜라는 2016년 8월 8일, 레딩 소속으로 경기 데뷔 전을 치렀으며, 플리머스 아가일을 상대로 한 레딩의 2-0 EFL컵 우승을 차지하는 데 90분을 뛰었다. 2018년 11월 7일, 그는 레딩 서포터즈 10월 이달의 선수로 선정되었다. 그는 2018-19년 시즌이 끝난 후 레딩에 의해 방출되었다.

## 국가대표팀 경력
2010년 8월 30일, 그는 부상당한 피터 엔켈만을 대신해 몰도바와 네덜란드와의 UEFA 유로 2012 예선 경기에 핀란드 국가대표팀으로 합류해 선발되었다. 그러나 그는 출전 기회를 얻지 못했다. 그는 2011년 6월 7일, 스웨덴과의 원정 경기에서 5골을 허용하며 국가대표팀에 데뷔했다. 2017년 6월 7일, 마르쿠 카네르바가 리히텐슈타인과의 친선 경기에서 루카스 흐라데츠키를 대신해 야콜라가 출전할 것이라고 발표하면서 두 번째 국가대표팀 경기에 출전하게 되었다.
2021년 5월, 야콜라는 다가오는 지연된 UEFA 유로 2020 챔피언십을 위해 임시 26인 명단에 이름을 올렸다. 야콜라는 UEFA 유로 2020 대회에서 핀란드 국가대표팀의 일원이었지만 루카시 흐라데츠키의 교체 선수로 남아 있었다. 핀란드는 2021년 6월 21일, 벨기에에 2-0으로 패한 후 B조 3위에 올랐다.